# Basse-Banio
Basse-Banio è un dipartimento della provincia di Nyanga, in Gabon, che ha come capoluogo Mayumba.